# Szilviusz
Szilviusz latin eredetű férfinév, a silva szó származéka, aminek a jelentése: erdő.  Női párja: Szilvia

## Rokon nevek
- Szilvió:[1] a Szilviusz olasz változata.[2]

## Gyakorisága
Az 1990-es években a Szilviusz és a Szilvió szórványos név, a 2000-es években nem szerepelnek a 100 leggyakoribb férfinév között.

## Névnapok
Szilviusz, Szilvió
- november 3.[2]

## Híres Szilviuszok, Szilviók
- Silvio Berlusconi olasz politikus